# Маломерное судно
Маломе́рное су́дно, согласно законодательству Российской Федерации — судно, длина которого не должна превышать двадцать метров и общее количество людей на котором не должно превышать двенадцать.
Экипаж маломерного судна может состоять из одного лица, являющегося судоводителем маломерного судна. В других государствах критерии маломерного судна могут отличаться друг от друга и от российских. В международной практике small craft — судно с «длиной корпуса» до 24 метров, без ограничения по количеству людей на борту. В литературе встречается словосочетание «маломерный флот», означающее большое количество судов данного вида в том или ином государстве. В России данный флот учтён в реестре маломерных судов.

## Примеры
К маломерным судам относятся (при условии соблюдения вышеуказанных требований):
- Лодки:
  - Надувные лодки;
  - Моторные лодки;
  - Гребные и парусные лодки;
  - Байдарки;
- Гидроциклы;
- Катера;
- Катамараны;
- Нэрроуботы.

## В законодательстве Российской Федерации
Регистрацию и надзор в отношении маломерных судов осуществляет Государственная инспекция по маломерным судам МЧС России.
До 2017 года при регистрации судну присваивались регистрационные номера вида «Р 00-00 АА» для физических лиц, «РАА 00-00» для юридических лиц и «00-00 АА» для гребных и несамоходных судов; АА — двухбуквенный код региона регистрации с использованием кириллицы.
С 2017 года судам присваивается номер вида «ББ ЦЦЦЦ RUSXX», где Б — буквы русского алфавита, совпадающие по начертанию с латинским, Ц — цифра, XX — цифровой код региона, совпадающий с автомобильным (кроме Республики Крым, которой присвоен номер 91).
До 2012 года регистрации подлежали гребные лодки грузоподъёмностью более 100 кг, байдарки грузоподъёмностью более 150 кг, надувные лодки и катамараны грузоподъёмностью более 225 кг. В 2012 году был установлен иной критерий необходимости государственной регистрации в виде «Не подлежат государственной регистрации суда массой до 200 килограмм включительно и мощностью двигателей (в случае установки) до 8 киловатт (10,88 л. с.) включительно, а также спортивные парусные суда, длина которых не должна превышать 9 метров (29,5 фута), которые не имеют двигателей и на которых не оборудованы места для отдыха».
ГИМС аттестует судоводителей и выдает им удостоверения на право управления самоходными судами внутреннего плавания вместимостью менее 80 регистовых тонн с главными двигателями мощностью более 3,68 и не свыше 55 киловатт или с подвесными моторами мощностью свыше 3,68 киловатт, водными мотоциклами (гидроциклами), эксплуатируемыми во внутренних водах; прогулочными судами пассажировместимостью не более 12 человек независимо от мощности главных двигателей и вместимости, иными судами пассажировместимостью не более 12 человек с главными двигателями более 3,68 и не свыше 55 киловатт (5 и 74,78 л. с. соответственно) или с подвесными моторами мощностью свыше 3,68 киловатт (5 л. с.), водными мотоциклами (гидроциклами), используемыми в целях мореплавания.

Согласно статье 11.9 того же кодекса 
Управление судном (в том числе маломерным) судоводителем или иным лицом, находящимися в состоянии опьянения, а равно передача управления судном лицу, находящемуся в состоянии опьянения, - влечёт наложение административного штрафа в размере от пятнадцати до двадцати минимальных размеров оплаты труда или лишение права управления судном на срок от одного года до двух лет.
В Правилах пользования маломерными судами на водных объектах Российской федерации также указано:

Пользование маломерными судами запрещается при следующих неисправностях:

а) наличие сквозных пробоин корпуса судна независимо от их местонахождения;

б) отсутствие или разгерметизация гермоотсеков и (или) воздушных ящиков судна;

в) отсутствие предусмотренных конструкцией деталей крепления рулевого устройства или повреждение его составных частей, или необеспечение надежности его работы;

### Удостоверения на право управления маломерным судном
Согласно статье 11.8.1. КоАП (в ред. Федерального закона от 29.06.2009 N 134-ФЗ):

1. Управление маломерным судном судоводителем, не имеющим при себе удостоверения на право управления маломерным судном, судового билета маломерного судна или его копии, заверенной в установленном порядке, а равно документов, подтверждающих право владения, пользования или распоряжения управляемым им судном в отсутствие владельца, —
влечет предупреждение или наложение административного штрафа в размере ста рублей.
2. Передача управления маломерным судном лицу, не имеющему при себе удостоверения на право управления маломерным судном, —
влечёт предупреждение или наложение административного штрафа в размере ста рублей.

С другой стороны, удостоверения на право управления беспарусной байдаркой на данный момент законодательством не предусмотрено, то есть получить его невозможно. Согласно разъяснению Начальника управления ГИМС В. В. Серёгина:

Для управления маломерным судном с двигателем мощностью 3,68 киловатт (5 лошадиных сил) и менее, наличие у судоводителя удостоверения на право управления не требуется.

Но складывается практика, что инспекторами ГИМС считается нарушением управление байдаркой без удостоверения (пусть даже на другой тип маломерных судов) в зоне «внутренние водные пути» (ВВП), то есть там, где незнание правил судовождения опасно для других судоводителей.
Приказ № 423 от 21 июля 2009 года "О внесении изменений в правила аттестации судоводителей на право управления маломерными судами поднадзорными Государственной инспекции по маломерным судам Министерства Российской Федерации по делам гражданской обороны, чрезвычайным ситуациям и ликвидации последствий стихийных действий, утверждённые приказом МЧС России.

## Галерея

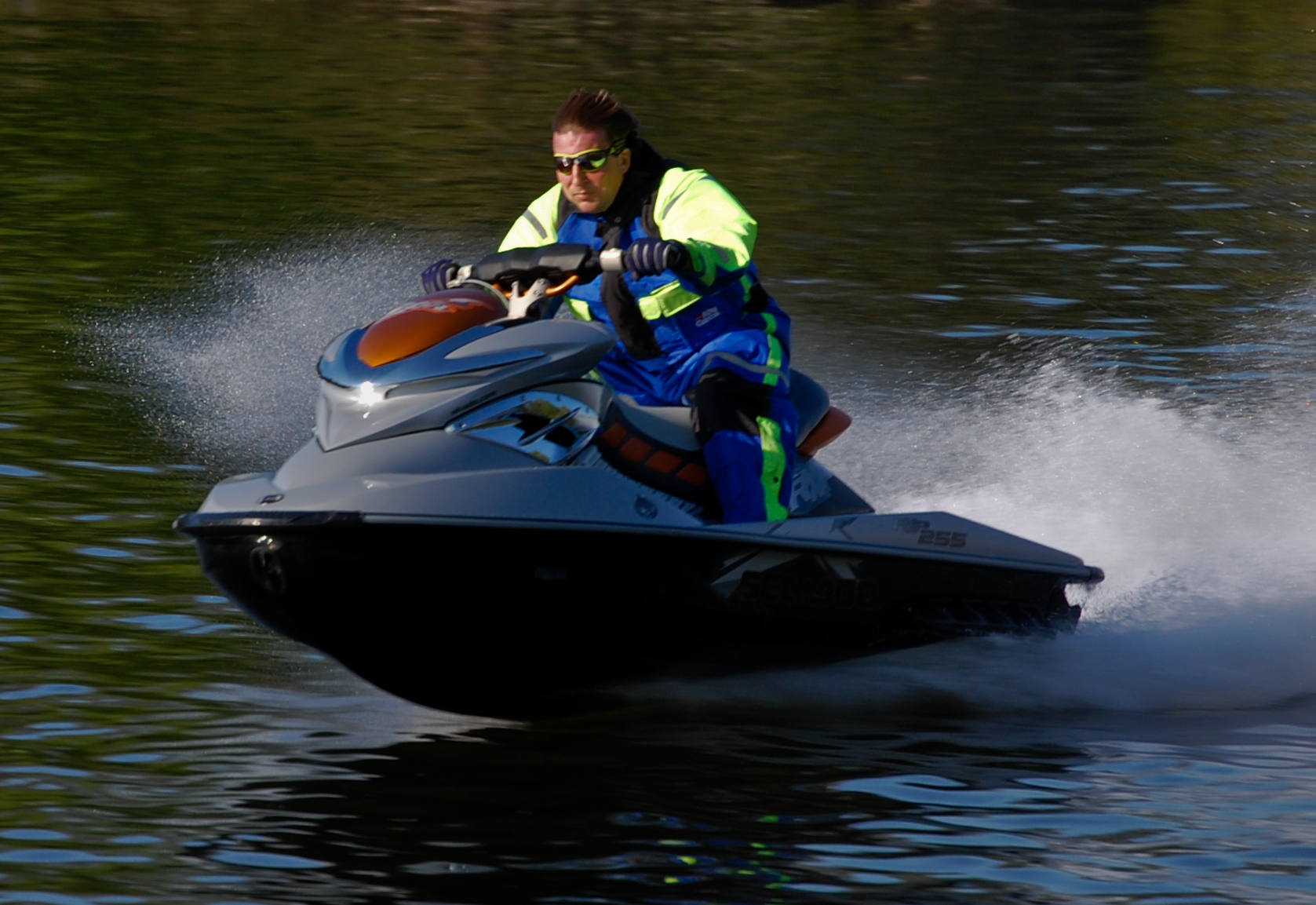
Гидроцикл
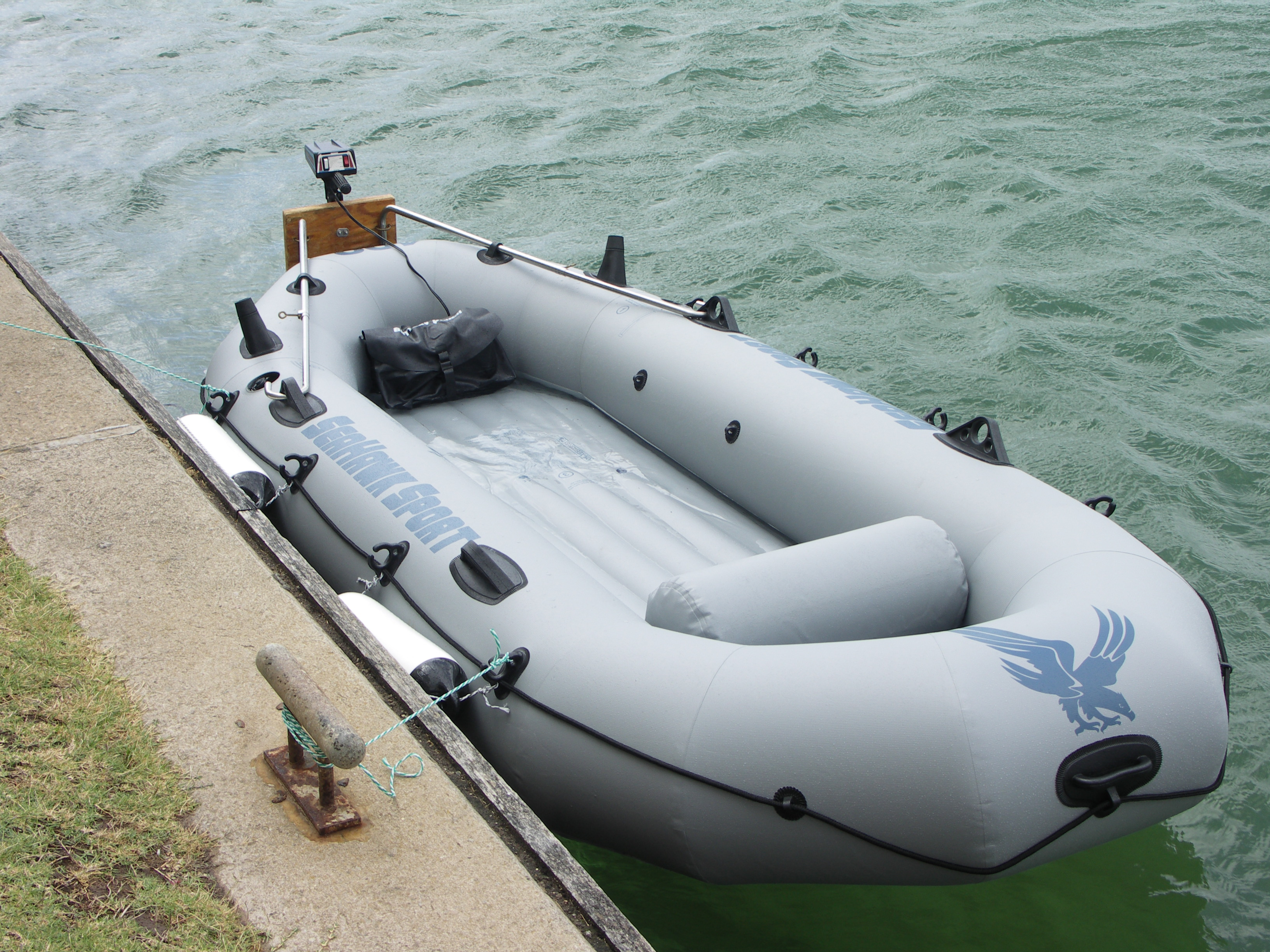
Надувная лодка
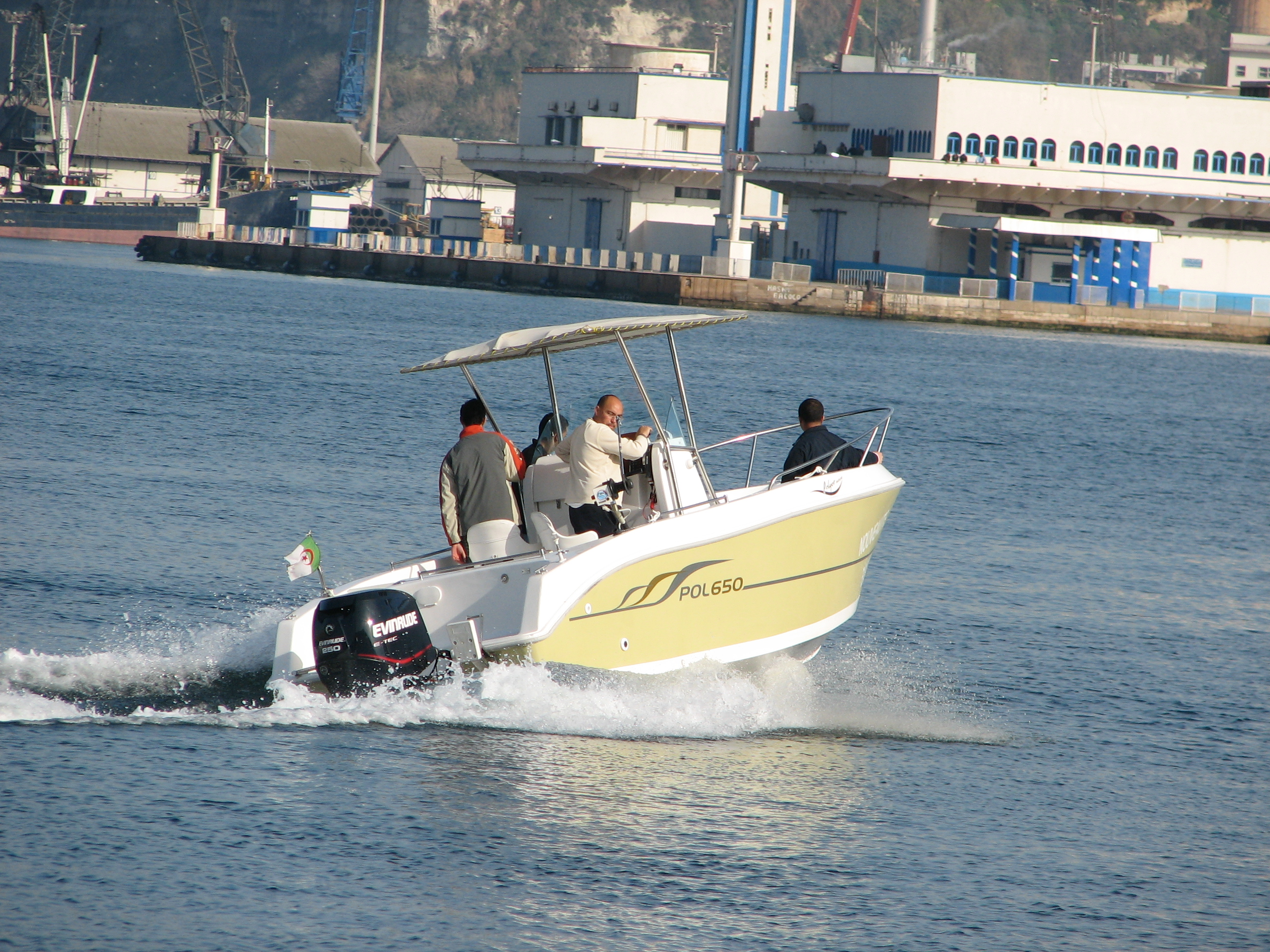
Моторная лодка с жестким корпусом
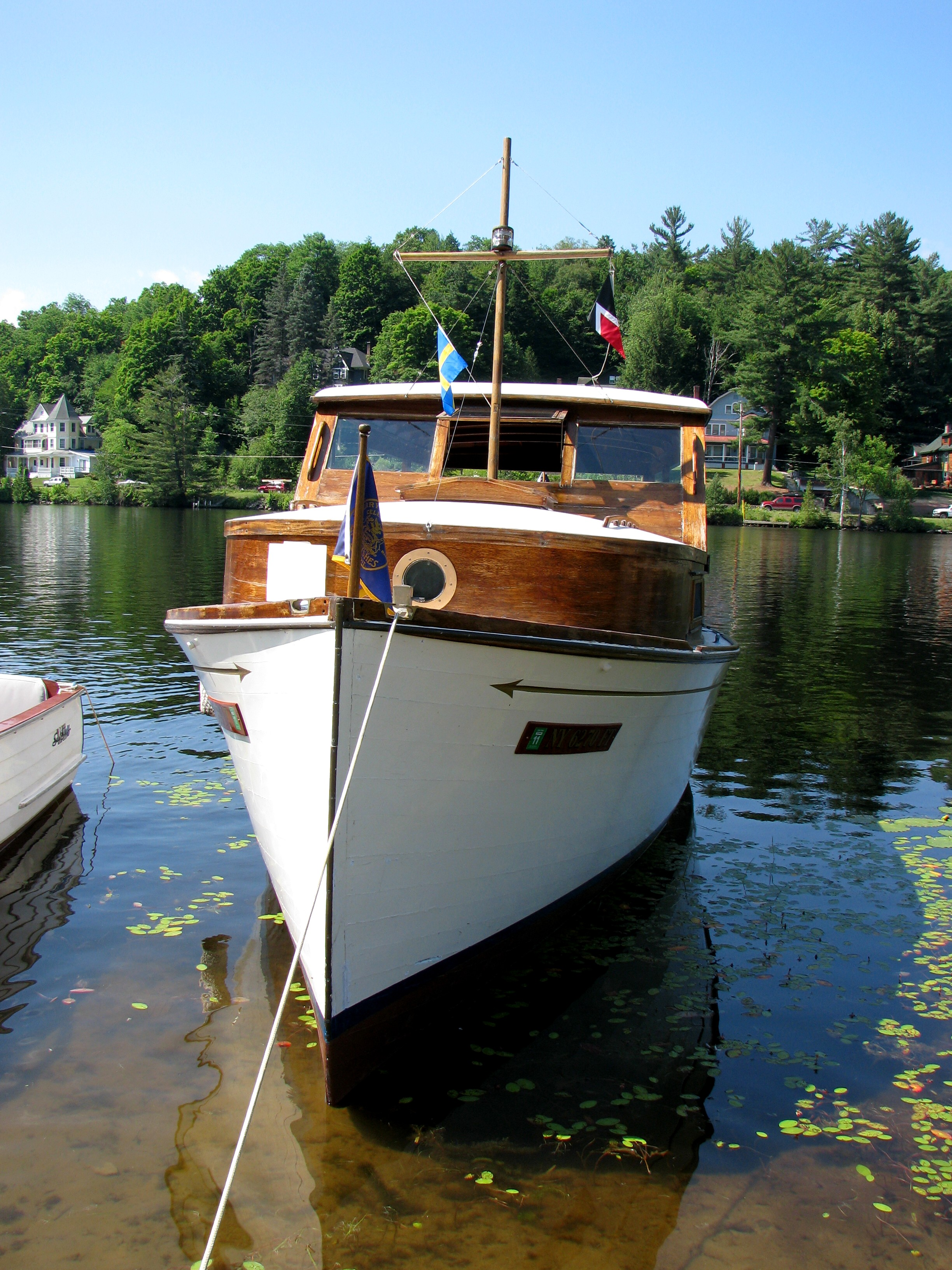
Катер
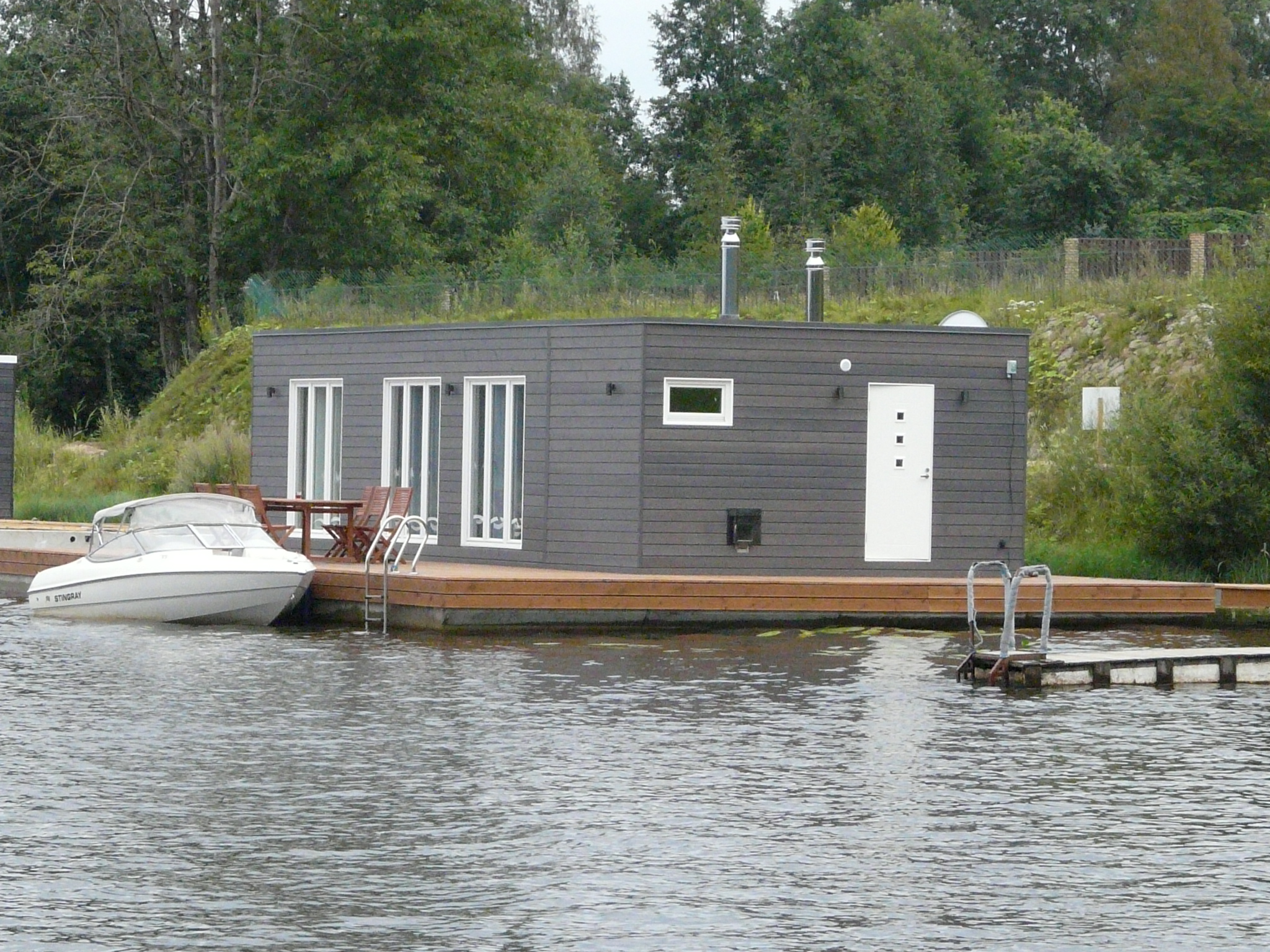
Хаусбот